# Duripelta mawhero
Duripelta mawhero là một loài nhện trong họ Orsolobidae.
Loài này thuộc chi Duripelta. Duripelta mawhero được Raymond Robert Forster & Norman I. Platnick miêu tả năm 1985.